# مهسانا
مهسانا (به انگلیسی: Mehsana) یک منطقهٔ مسکونی در هند است که در Mehsana Taluka واقع شده‌است. مهسانا ۳۲ کیلومتر مربع مساحت و ۱۸۴٬۹۹۱ نفر جمعیت دارد.